# Prudent Joye
 Prudent Joye (13. prosince 1913 – 1. listopadu 1980) byl francouzský atlet, mistr Evropy v běhu na 400 metrů překážek z roku 1938.
Specializoval se na běh na 400 metrů překážek. V této disciplíně se stal v roce 1938 mistrem Evropy ve svém osobním rekordu 53,0.